# Uberlândia (gemeente)
Uberlândia is een gemeente en de belangrijkste stad van de "Triângulo Mineiro" in het westen van de Braziliaanse staat Minas Gerais. Uberlândia is de hoofdplaats van de gelijknamige microregio, zelf een deel van de mesoregio Triângulo Mineiro / Alto Paranaíba.
Met een bevolking van 676.613 was ze in 2017 de op een na grootste stad van de staat na Belo Horizonte (2.434.642), met ongeveer hetzelfde inwoneraantal als Contagem, een industriestad in de buurt van Belo Horizonte.

## Geografie

### Aangrenzende gemeenten
De gemeente grenst aan Araguari, Indianópolis, Monte Alegre de Minas, Prata, Tupaciguara, Uberaba en Veríssimo.

### Hydrografie
De plaats ligt aan de rivier de Uberabinha. De rivier de Araguari ligt op de gemeentegrens en vormt ook een aantal stuwmeren. Andere rivieren en beken zijn o.a. de Córrego dos Macacos, Dourad en Rio das Pedras.

### Beschermd gebied
- Parque Estadual do Pau Furado

## Religie
De plaats is zetel van het rooms-katholieke bisdom Uberlândia.

## Verkeer en vervoer

### Wegen
De plaats ligt aan de radiale snelweg BR-050 (noord/zuid) tussen Brasilia en Santos. Daarnaast ligt ze aan de hoofdwegen BR-365 (oost/west), BR-452 (oost/west), BR-455 (zuidwest) en BR-497 (west).

### Bus
In het centrum ligt het busstation Rodoviária de Uberlândia.

### Luchtwegen
Ten noordoosten van de stad ligt de luchthaven Aeroporto Ten. Cel. Aviador César Bombonato, ook bekend als Uberlândia Airport.

### Spoor
De stad is via het spoor te bereiken via het station Estação Uberlândia en wordt gebruikt voor goederentransport door de spoorwegmaatschappij Ferrovia Centro-Atlântica S.A. (FCA).

## Galerij

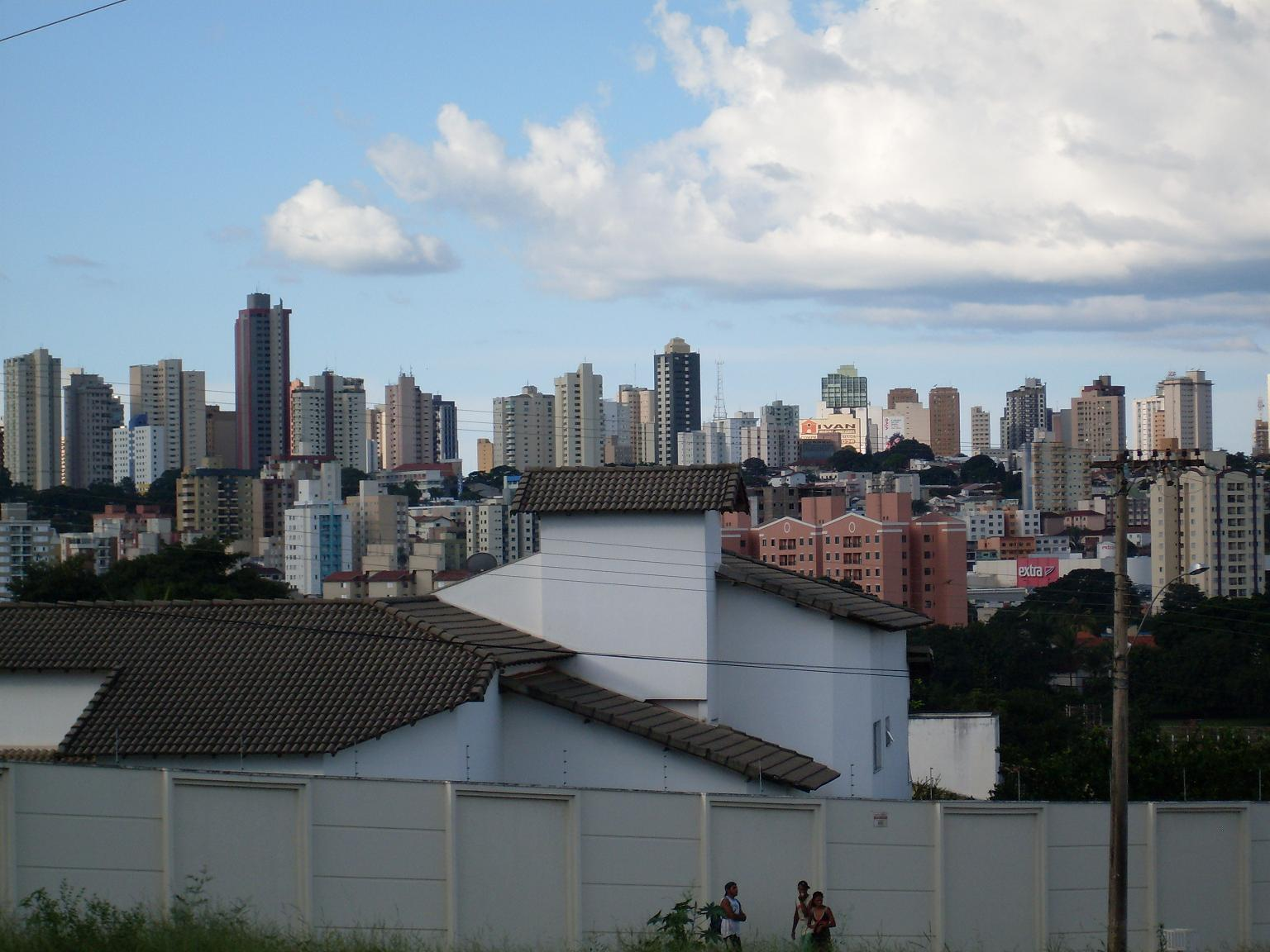
De skyline van Uberlândia
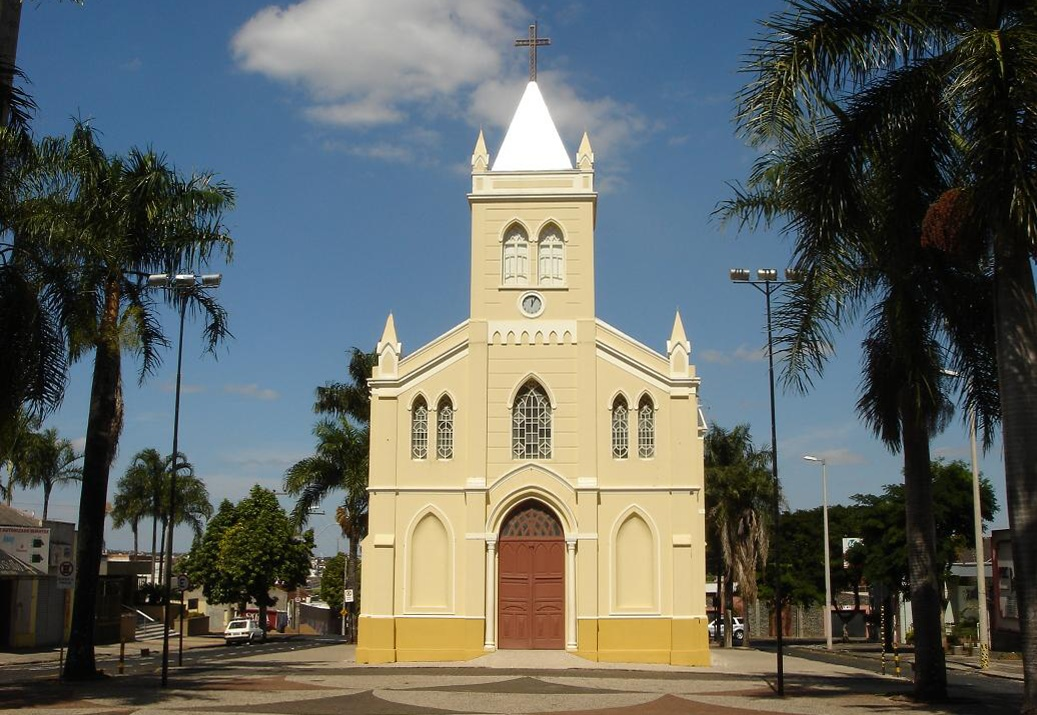
Katholieke kerk Nossa Senhora do Rosário in Uberlândia